# Johann Gottfried Kuntsch
Johann Gottfried Kuntsch (1757 - 1855) fou un músic i teòric alemany que gaudí d'una llarga vida durant la qual fou mestre de composició musical de nombrosos artistes eminents alemanys, entre ells Schumann, el qual li dedicà els seus estudis Op. 56, Etuden in kanonischer Form für Orgel oder Pedalklavier, editats el 1846.